# Sipos János (kerékpárversenyző)
Sipos János (Budapest, 1951. március 8. – 2012. augusztus 2.) kerékpárversenyző, a Magyar Rádió szerkesztője, az Eurosport tévécsatorna kommentátora.
18 évig kerékpárversenyző volt, 11 évig válogatott. Kilenc alkalommal indult a Békeversenyen (Course la Paix) és 7. volt az 1971. évi világbajnokságon a 100 kilométeres csapatversenyben. Ötször nyert bajnoki címet.
Évekig volt a Magyar Kerékpáros Szövetség főtitkára, a Magyar Rádió sportszerkesztőségében dolgozott mint szerkesztő-riporter. Később az Eurosport szakkommentátoraként kommentálta ifj. Knézy Jenővel a csatorna által közvetített kerékpárversenyeket a magyar adás indulása óta.
Kedvenc területe a kerékpár volt, de gyorskorcsolyázott is. Két téli és két nyári olimpiáról tudósított a rádióban, így a biatlont és a síugrást is kedvelte. Ezen kívül két paralimpiáról is közvetített.
A Magyar Kerékpársportok Szövetségének tiszteletbeli elnöke, a Magyar Olimpiai Bizottságnak tagja volt.
Két gyermeke Gergely és Dóra.
2012. augusztus 2-án hunyt el agyvérzésben.